# Everyway That I Can
«Everyway That I Can» (с англ. — «Всеми путями, какими я могу») — песня турецкой певицы Сертаб Эренер, с которой она победила на песенном конкурсе Евровидение-2003 в Латвии.
Песня была написана известным композитором Демиром Демирканом и была аранжирована известным музыкальным продюсером Озаном Чолаколу. Турецкая телекомпания TRT выбрала Сертаб Эренер, чтобы представить Турцию на конкурсе песни Евровидение 2003 года, где вскоре одержала победу.

## Музыкальный клип
Музыкальный клип песни был выпущен 23 апреля 2003 года. В клипе, Эренер появляется в замке османского стиля, имперском гареме и хаммаме. Розы несут главную символику всего музыкального клипа. Также Эренер одета в традиционные турецкие костюмы и в видео также присутствуют турецкие танцовщицы.

## Конкурс песни Евровидение
В апреле 2003 года турецкая телекомпания TRT выбрала Сертаб Эренер, чтобы представить Турцию на 48-м конкурсе песни Евровидение 2003 года.
24 мая 2003 года, Эренер выступила четвёртой. В конце голосования, исполнительница набрала 167 баллов, одержав первую и единственную победу для Турции.
Песня также участвовала на 50-летнем юбилее конкурса, где заняла девятое место среди таких конкурсантов, как Селин Дион, Дана Интернэшнл и даже шведская группа ABBA, которая одержала победу на конкурсе.

## Список композиций
| №  | Название              | Автор(ы)       | Продюсеры                     | Длительность |
| -- | --------------------- | -------------- | ----------------------------- | ------------ |
| 1. | «Everyway That I Can» | Демир Демиркан | Демир Демиркан, Озан Чолаколу | 2:34         |

## Позиции в чартах
| Чарт (2003)                                | Высшая позиция |
| ------------------------------------------ | -------------- |
| Австрия (Ö3 Austria Top 40)                | 10             |
| Бельгия/Фландрия (Ultratop 50)             | 6              |
| Бельгия/Фландрия (Ultratip Bubbling Under) | 17             |
| Бельгия/Валлония (Ultratop 50)             | 30             |
| Бельгия/Валлония (Ultratip Bubbling Under) | 5              |
| Германия (GfK)                             | 12             |
| Greece (Greek Singles Chart)               | 1              |
| Hungary (Mahasz)                           | 21             |
| Ireland (IRMA)                             | 35             |
| Нидерланды (Dutch Top 40)                  | 7              |
| Romania (Romanian Top 100)                 | 3              |
| Испания (PROMUSICAE)                       | 5              |
| Швеция (Sverigetopplistan)                 | 1              |
| Швейцария (Schweizer Hitparade)            | 17             |
| Turkey (Turkish Singles Chart)             | 1              |
| UK Singles (The Official Charts Company)   | 72             |